# Parafia Narodzenia Najświętszej Maryi Panny w Białej Podlaskiej
Parafia Narodzenia Najświętszej Maryi Panny w Białej Podlaskiej – parafia rzymskokatolicka w Białej Podlaskiej.

## Historia
Parafia powołana po I wojnie światowej. Początkowo działała przy kościele św. Anny, a od 1919 roku przy kościele Narodzenia Najświętszej Maryi Panny.
Do parafii należą wierni z Białej Podlaskiej (część) oraz z miejscowości: Grabanów, Grabanów-Kolonia, Hola, Julków, Sławacinek Nowy, Sławacinek Stary, Styrzyniec, Wilczyn i Zacisze.
Przy parafii działalność prowadzą: Katolickie Stowarzyszenie Młodzieży, Drużyna Harcerzy i Harcerek, Legion Maryi, Koło Różańcowe, Kościół Domowy, Rycerstwo Niepokalanej, chór parafialny, liga parafialna piłki nożnej.

## Proboszczowie
- ks. Marian Daniluk (?–2025)[1]
- ks. Marek Andrzejuk (2025– )[1]